# Solanum brevicaule
Espèce
Solanum brevicaule est une espèce de plante herbacée tubéreuse de la famille des Solanaceae. Cette espèce, vivace par ses tubercules, est originaire d'Amérique du Sud (Argentine, Bolivie, Pérou). Elle est apparentée à la pomme de terre cultivée mais contrairement à celle-ci qui est tétraploïde, elle présente plusieurs niveaux de ploïdie : diploïde (2n = 2x = 24), tétraploïde (2n = 4x = 48) et hexaploïde (2n = 6x = 72).
Cette espèce a donné son nom  au « complexe Solanum brevicaule » qui regroupe une vingtaine d'espèces de pommes de terre sauvages distribuées entre le centre du Pérou et le nord de l'Argentine, très voisines entre elles sur le plan morphologique, et qui sont considérées par certains taxinomistes comme les ancêtres des variétés traditionnelles de pommes de terre cultivées dans les régions andines.
Synonyme : Solanum  sparsipilum (Bitter) Juz. & Bukasov.